# Campanula raineri
Campanula raineri es una especie de planta herbácea de la familia Campanulaceae, originaria de los Alpes en Suiza e Italia. 

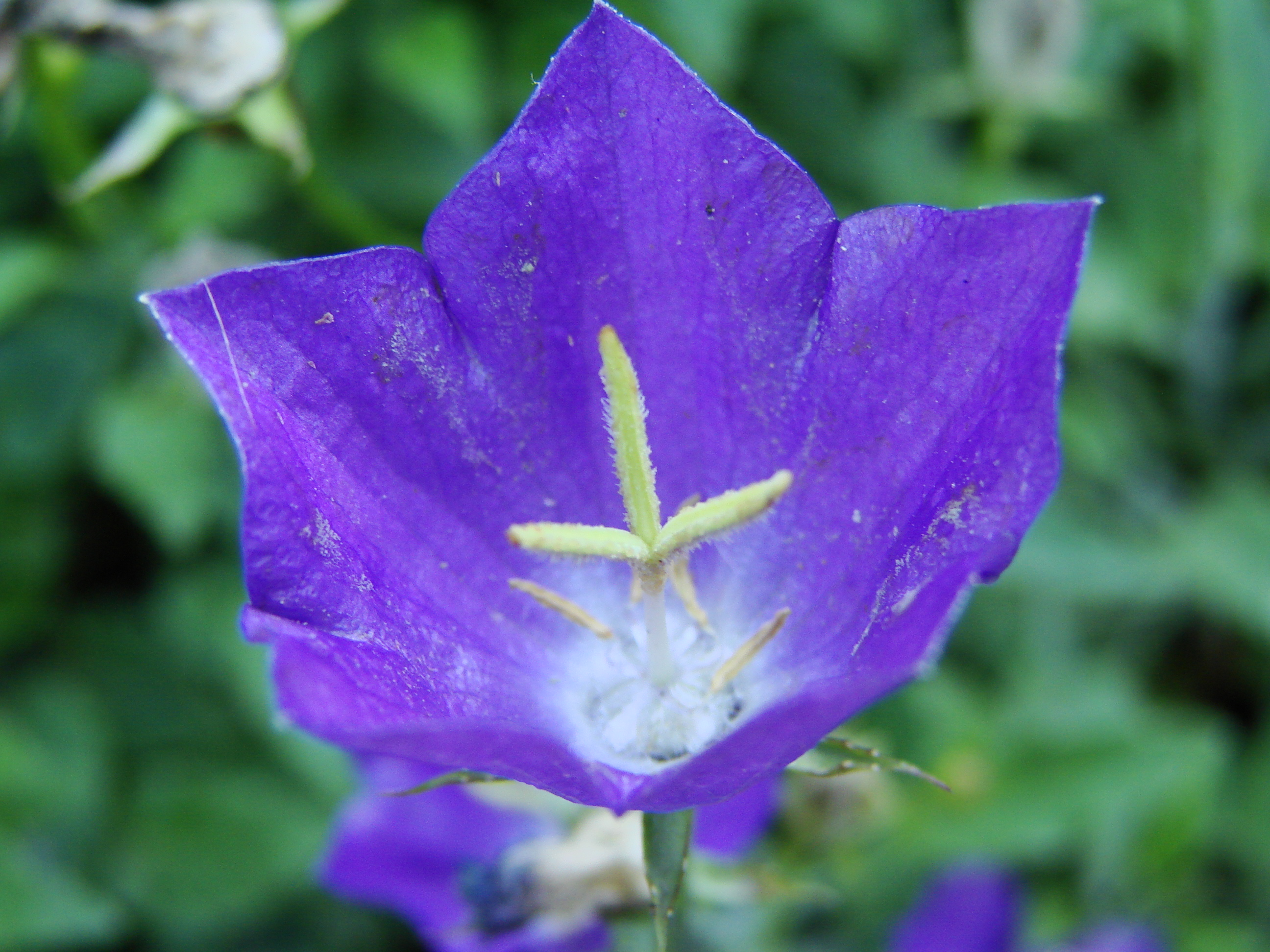
Detalle de la flor

## Descripción
Se trata de un herbácea de bajo crecimiento que alcanza un tamaño de 5-8 cm de altura y hasta 20 cm de ancho, con flores acampanadas de color lila pálido que se producen en verano. Es apta para el cultivo en el jardín alpino o jardín de rocas. Se propaga por raíces subterráneas.
Esta planta ha ganado la Award of Garden Merit de la Royal Horticultural Society.

## Taxonomía
Campanula raineri fue descrita por Helena Perpenti y publicado en Bibl. Ital. 5: 134. 1817.
Sinonimia
- Campanula perpentiae Moretti ex A.DC.
- Campanula reyneri D.Dietr.
- Campanula sessiliflora Vuk.[4]